# Тополёвка (Тюменская область)
Тополёвка — деревня в Упоровском районе Тюменской области России. Входит в состав Нижнеманайского сельского поселения.

## География
Деревня находится на юго-западе Тюменской области, в пределах юго-западной части Западно-Сибирской низменности, в лесостепной зоне. Расположена на правом берегу речки Манай. Расстояние до села Нижнеманая 2 км, села Емуртлы 31 км, села Упорово 55 км, города Заводоуковска 100 км, города Тюмени 193 км. 

### Климат
Климат континентальный с холодной продолжительной зимой и тёплым относительно коротким летом. Средняя температура воздуха самого холодного месяца (января) — −18,7 °C (абсолютный минимум — −47,3 °C); самого тёплого месяца (июля) — 18 °C (абсолютный максимум — 38,4 °С). Безморозный период длится в среднем 111 дней. Среднегодовое количество атмосферных осадков составляет 181—469 мм, из которых 70 % выпадает в тёплый период. Продолжительность залегания снежного покрова составляет в среднем 164 дня.

### Часовой пояс
Деревня Тополёвка, как и вся Тюменская область, находится в часовой зоне МСК+2. Смещение применяемого времени относительно UTC составляет +5:00.

## История
Деревня основана в 1853 г. В 1853 году по указу Тобольской Казенной Палаты утвержден проект на поселение переселенцев из Курской и Калужской губерний в Кизакскую и Пятковскую волости. Проектом была выделена земля для переселенцев из Жиздринского уезда Калужской губернии близ деревни Нижнеманайской. 
Вновь образованная деревня была названа Соплевка, её также называли Жиздрина по названию Жиздринского уезда, в 1928 году переименована в д. Тополёвка. Сопель (дудка, посвистель)-древнеславянский духовой инструмент, вид продольной свистковой флейты, традиционной для  Курской и Калужской губерний, от неё и произошло первоначальное название деревни Соплевка. 
С 1853 года в составе Кизакской волости, 1910 - Нижнеманайской волости, 1919 - Верхнеманайского сельсовета, с 16.06.1954 в составе Нижнеманайского сельского совета. 
В 1912 г. в деревне были: 2 торговые лавки, 2 маслобойни,  4 кузницы, пожарная охрана.  
Тополёвка относилась к приходу Николаевской церкви села Кизакского, с 1866 года к приходу Богородицкой церкви села Нижнеманайского. 

## Население
| 1897 | 1926 | 1989. | 2002 | 2010 | 2021 |
| 588  | 940  | 398   | 330  | 275  | 132  |

| 2010 |
| ---- |
| 275  |

### Половой состав
По данным Всероссийской переписи населения 2010 года в половой структуре населения мужчины составляли 46,9 %, женщины — соответственно 53,1 %.

### Национальный состав
Согласно результатам переписи 2002 года, в национальной структуре населения русские составляли 99 % из 330 чел.

## Галерея

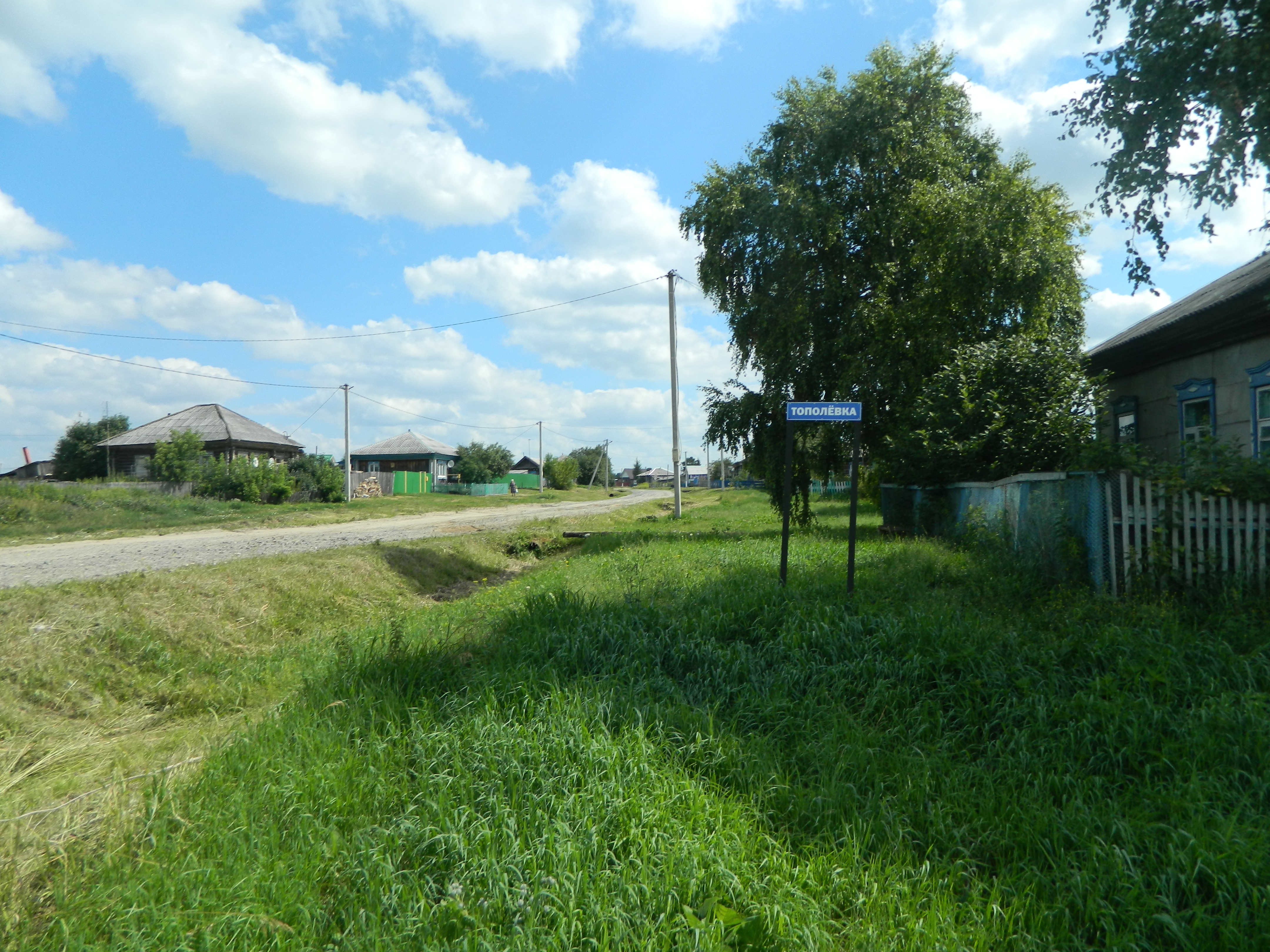
Тополёвка, Упоровский район
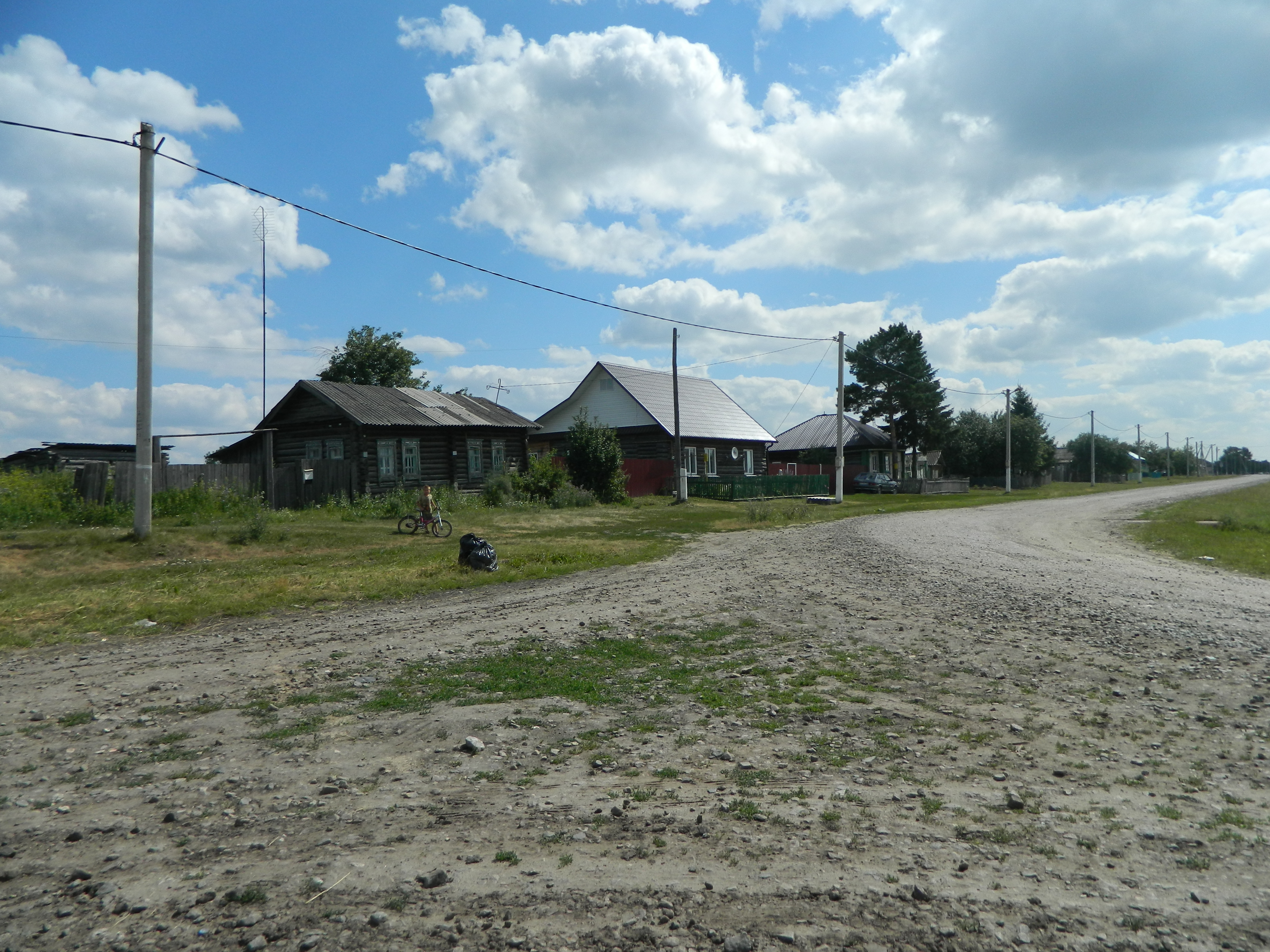
Тополёвка, Упоровский район
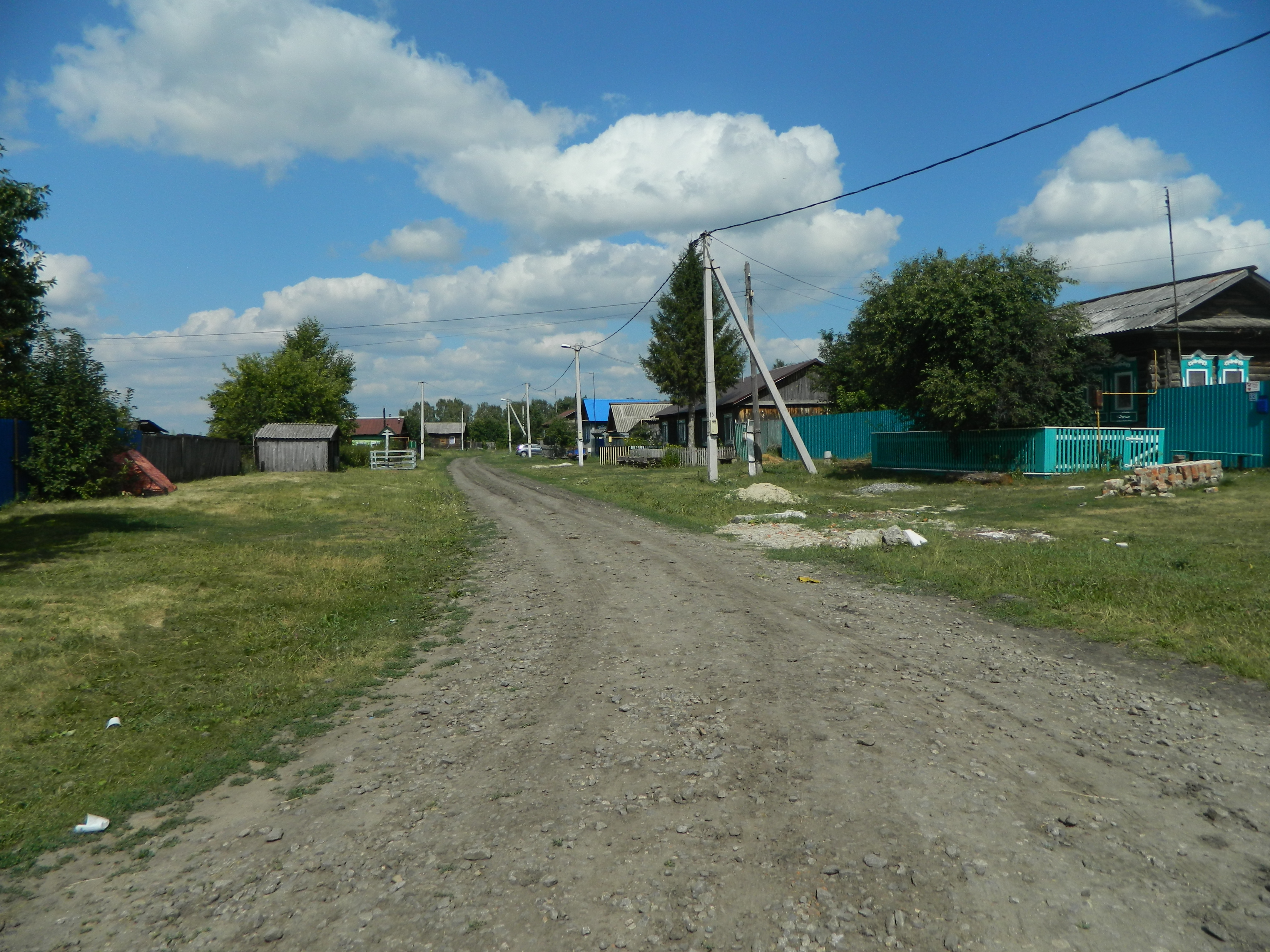
Тополёвка, Упоровский район
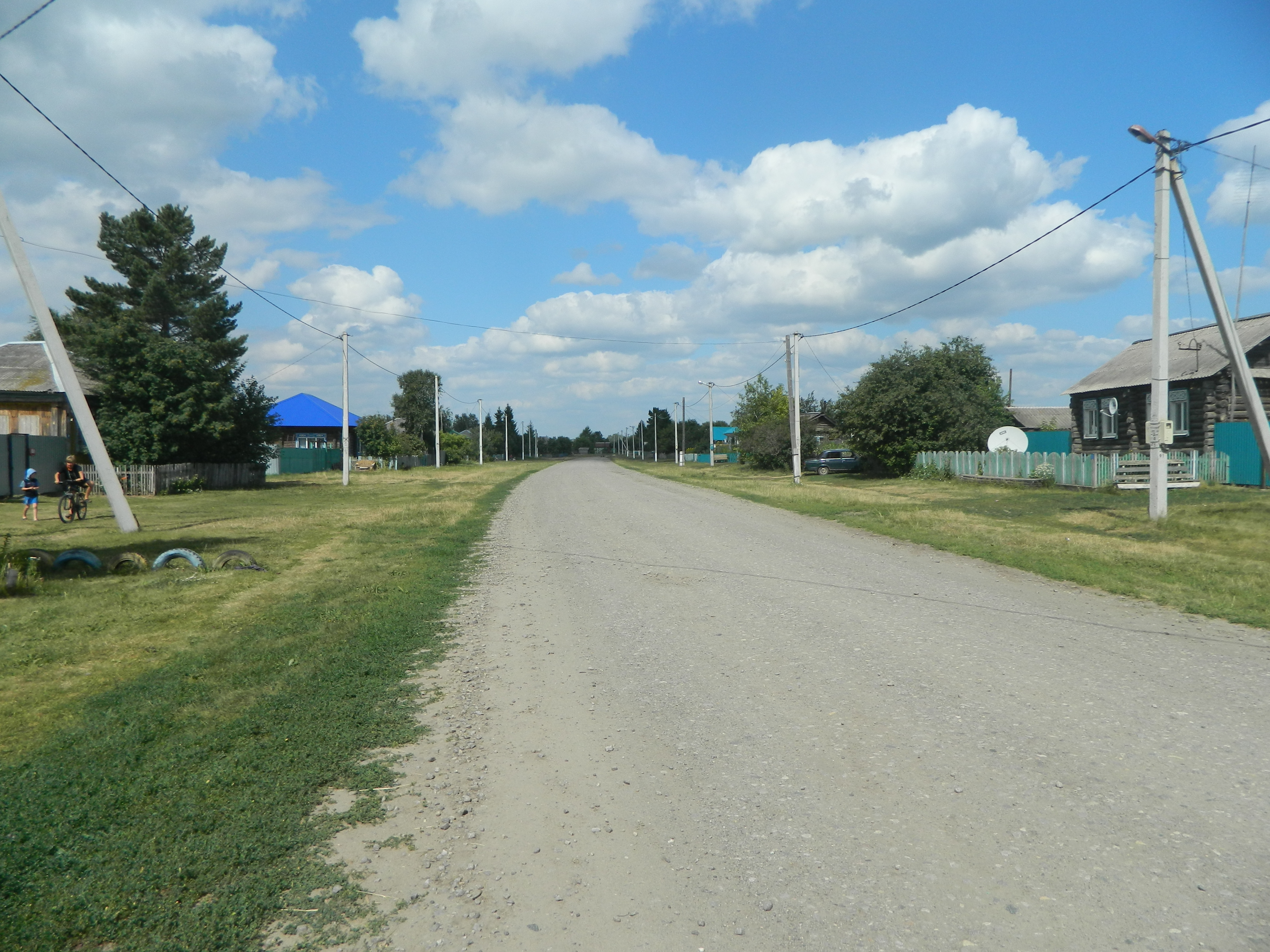
Тополёвка, Упоровский район
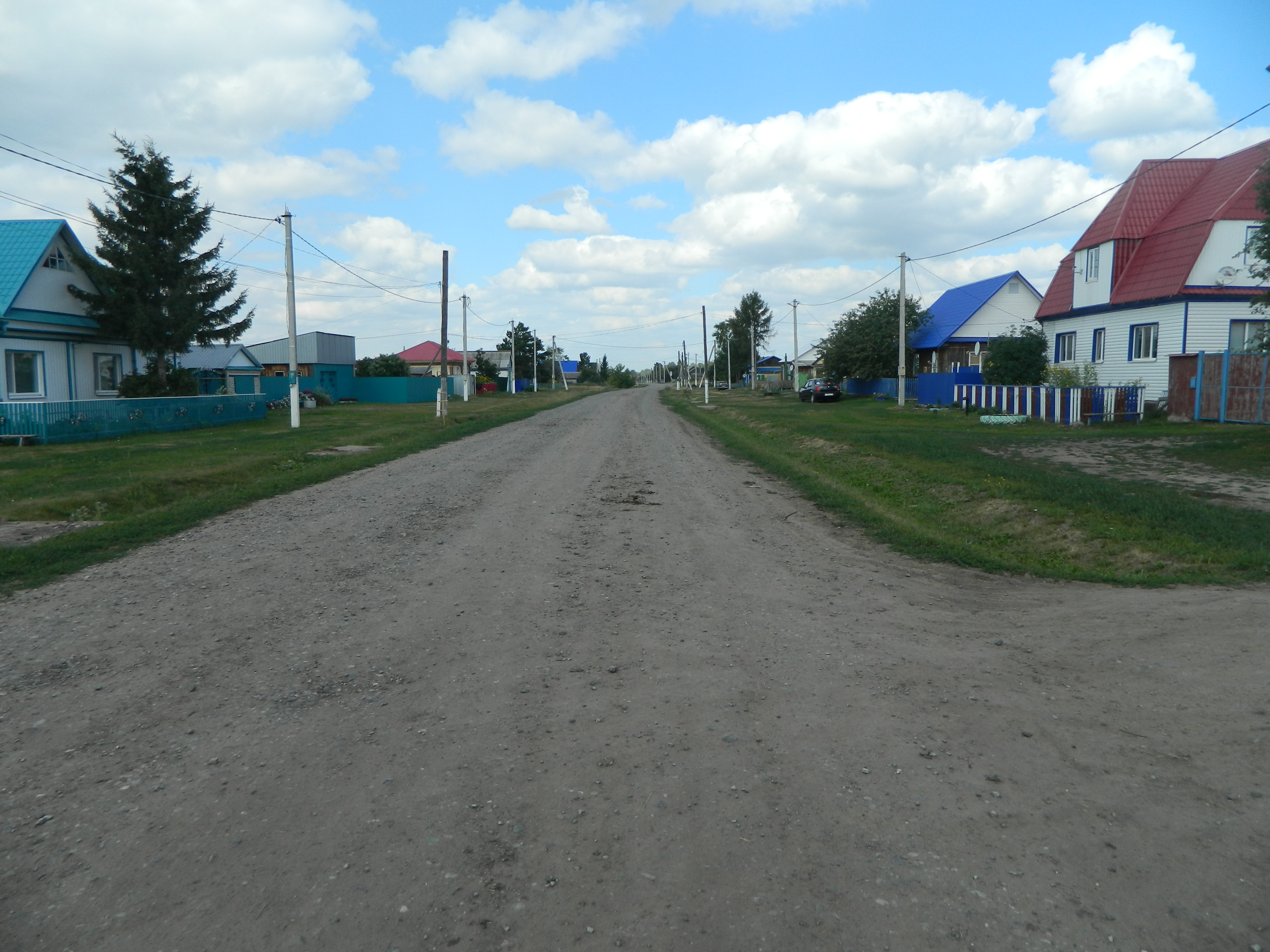
Тополёвка, Упоровский район
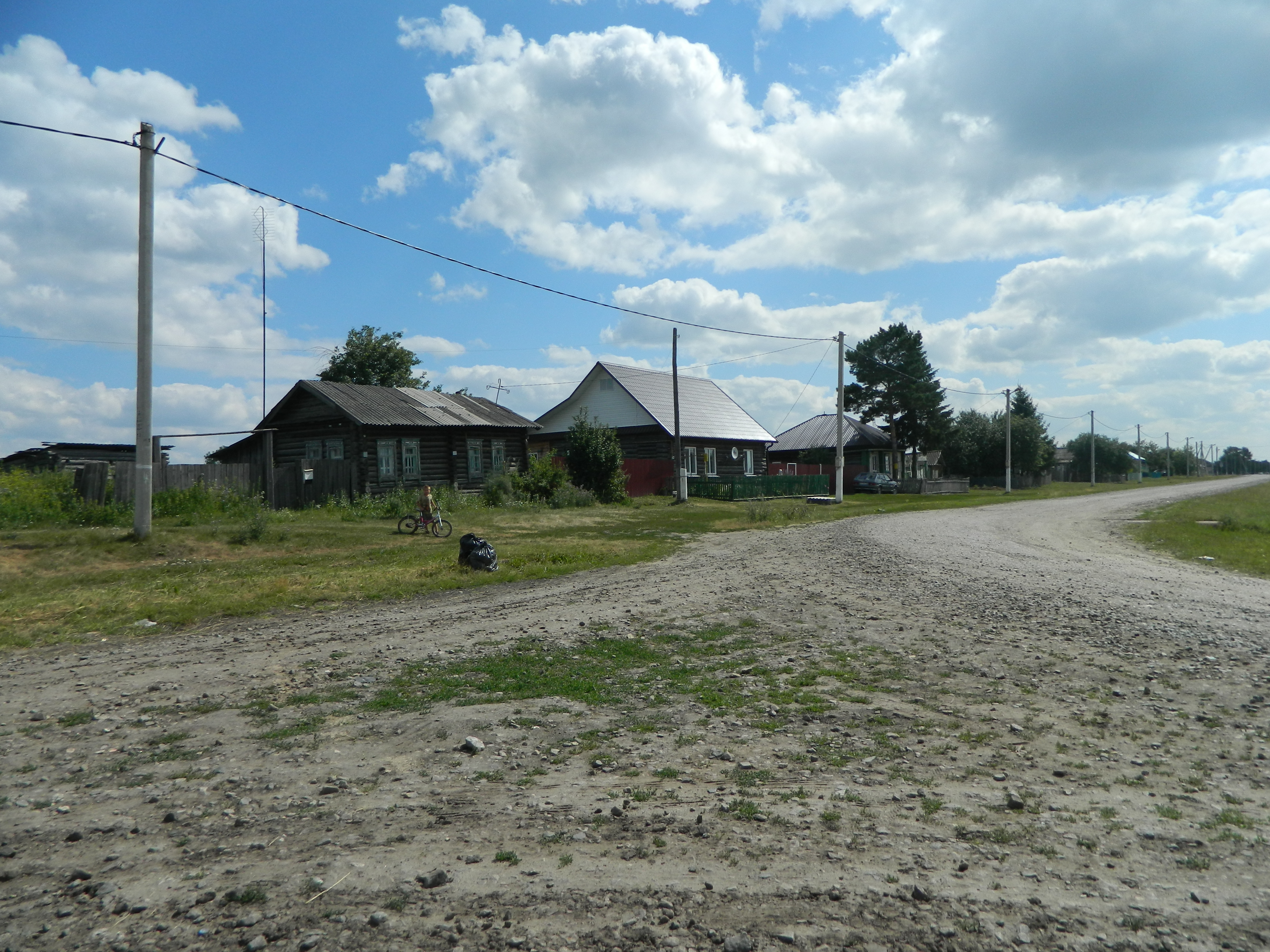
Тополёвка, Упоровский район